# Scapanea
Scapanea is een geslacht van libellen (Odonata) uit de familie van de korenbouten (Libellulidae).

## Soorten
Scapanea omvat 1 soort:
- Scapanea frontalis (Burmeister, 1839)